# Торраматюр

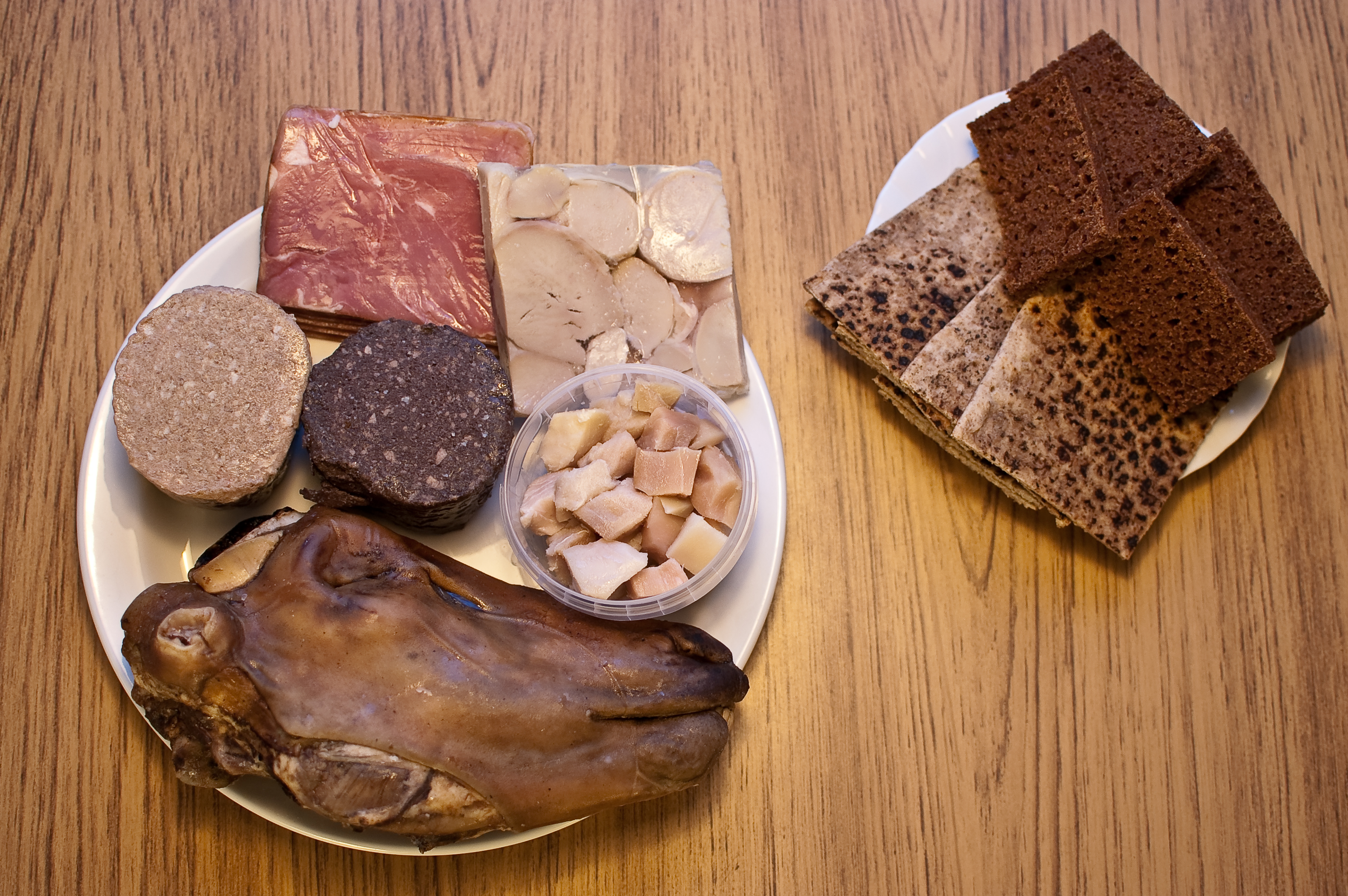
Зліва м'ясні страви (зверху вниз, зліва направо): хангікьот, хрутспюнгар, ліфрарпілса, блоудмер, гаукарль, свід. Справа хліб: ругбрейд (темно-коричневого кольору), флатбрейд.

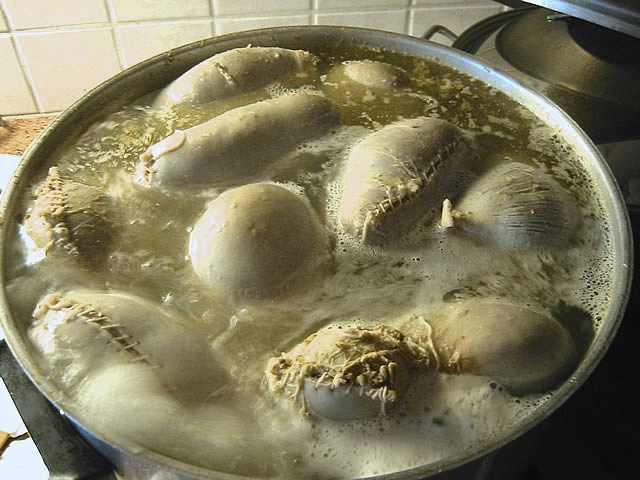
Ліфрарпілса: печінкова ковбаса, приготована в горщику

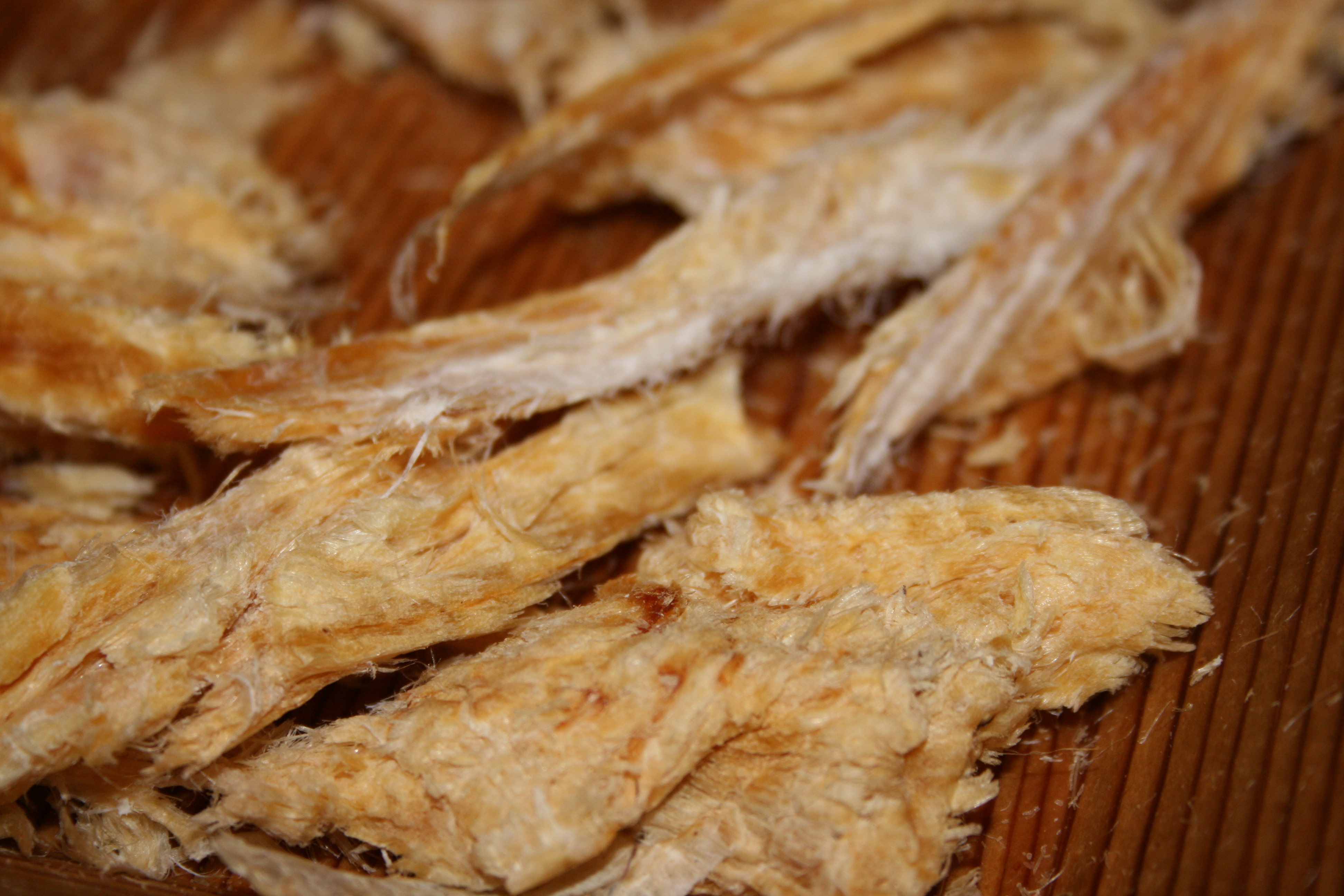
Хардфіскюр: в'ялена риба

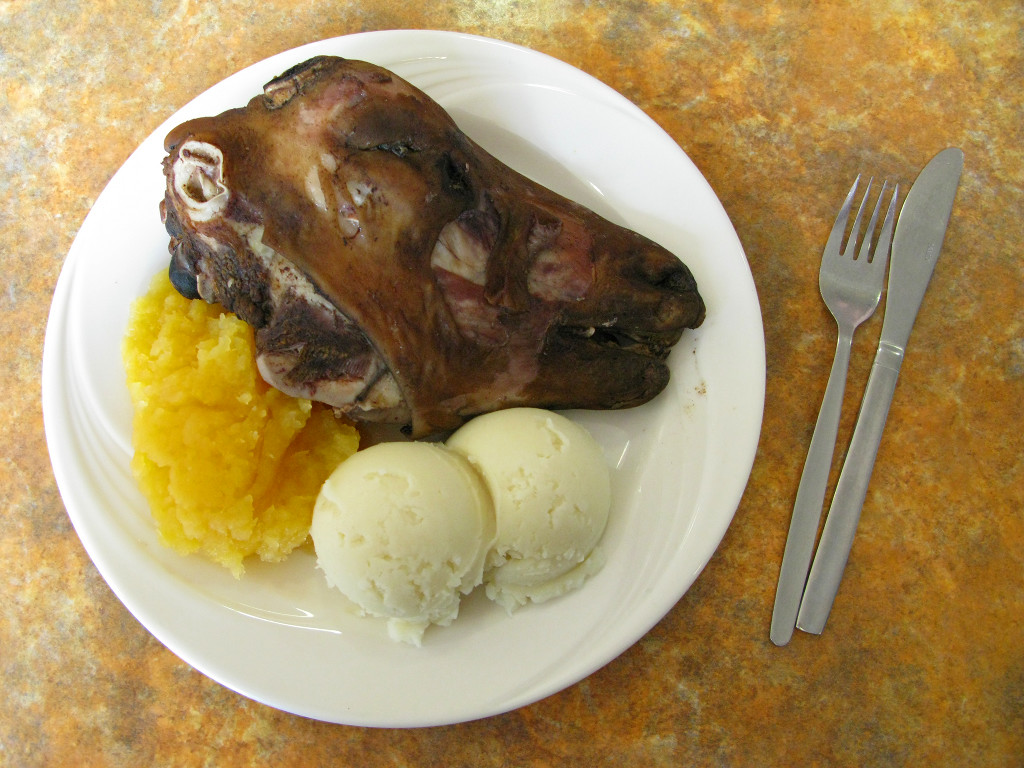
Свід: відварна бараняча голова, подається з картопляним пюре і ріпою.

Торраматюр  (Þorramatur, транслітерується як thorramatur; буквально «їжа місяці Þorri») — створена у XX столітті традиція вживання в січні-лютому певного набору ісландських страв. Ці страви складаються переважно з м'яса і рибних продуктів, приготованих традиційним способом, нарізаних скибочками або шматочками і поданих з разом з ругбрейдом (густий и темний житній хліб), маслом/олією та бреннівіном (ісландський аквавіт). Торраматюр вживається протягом нордичного місяця þorri (Торрі, приблизно січень-лютий), особливо на зимове свято Торраблоут (þorrablót) як данина поваги стародавньої культури. Найчастіше подається у вигляді шведського столу.

## Історія
Торраматюр є прикладом винайденої традиції, яка вперше виникла разом з фестивалями середини зими регіональних об'єднань мігрантів, які переїхали з ісландської сільській місцевості в Рейк'явік під час буму урбанізації в перші кілька десятиліть після закінчення Другої світової війни. Ці фестивалі були дуже популярні в 1950-х і 1960-х роках, і деякі з них дотепер проводяться щорічно, хоча їх вплив на нічне життя Рейк'явіка значно зменшився. Іноді на цих заходах подавали так звану «традиційну ісландську їжу» або «ісландську їжу за стародавнім звичаєм». Зазвичай це був шведський стіл з сільською їжею, часто характерною для певного регіону і цілком знайомої відвідувачам, які приїхали з сільських регіонів, але вже стала рідкістю до середини XX століття на столах ісландських городян.
Ідея пов'язати цей вид шведського столу з місяцем þorri і фестивалями þorrablót, які проводилися багатьма студентськими асоціаціями з кінця XIX століття, виникла в ресторані Nausti в Рейк'явіку. У 1958 році ресторан запустив у вжиток слово þorramatur, почавши рекламувати цей набір страв. Їжа подавалася на великих дерев'яних тацях, в яких було достатньо їжі для чотирьох осіб. Підноси нагадували формою старовинні годівниці, які можна було побачити в Національному музеї Ісландії. За словами власника ресторану, ідея полягала в тому, щоб дати можливість людям, які не були членами регіональної асоціації, скуштувати традиційні сільські страви. Це також була спроба створити бізнес в досить неактивний для ресторанів сезон. Спроба увінчалася успіхом, оскільки ідея відразу ж завоювала популярність і підвищила популярність ресторану Naustið, хоча її швидко скопіювали і інші ресторани. Дуже скоро багато регіональних і студентських асоціацій, які організовували щорічні фестивалі þorrablót, почали подавати на своїх заходах фуршети þorramatur.
Набір страв і традиції торраматюр зазнали ряд змін з 1950-х років. Великі зимові фестивалі асоціацій в Рейк'явіку були доповнені безліччю дрібних, і нині навіть неформальні сімейні зібрання можна назвати þorrablót, якщо на них подаються страви з набору Торраматюр. Своєю чергою, фестивалі þorrablót стали одним з найяскравіших подій року в сільській місцевості Ісландії в останні три десятиліття. Повернувшись з міста в сільську місцевість, торраматюр знову став відображенням регіональної культури і традицій.
Þorramatur також змінився, щоб відобразити мінливі смаки. Традиційний метод зберігання м'яса шляхом занурення його в ферментовану сироватку, яка надає продуктам характерний кислуватий смак, знайомий більшості сучасних ісландців, тому при подачі торраматюра в ресторанах кислі і некислі види м'яса зазвичай подаються на окремих підносах, оскільки кислота впливає на їжу, з якої вона контактує. Однак деякі продукти, наприклад яєчка барана, перед подачею на стіл необхідно обробити кислотою. У торраматюр був доданий ряд продуктів, які ніколи не виходили з моди в ісландській кухні, наприклад, копчена баранина, ферментована акула і сушена риба, які, як і раніше, широко вживаються в будь-який час року. Торраматур також може включати деякі новинки, включаючи вузькорегіональні і рідкісні страви, незнайомі навіть старшому поколінню з інших регіонів — наприклад, плавники тюленів, відомі тільки з району Брейда-фьорд.

## Страви
Торраматюр включає безліч різних продуктів, в тому числі такі:
- Kæstur hákarl, ферментована гренландська акула.
- Súrsaðir hrútspungar, яєчка барана, спресовані в блоки, зварені або тушковані у кислому молоці.
- Svið, обпалені і варені баранячі голови, іноді витримані у кислому молоці.
- Sviðasulta, сальтисон з баранячої голови, іноді витриманий у кислому молоці.
- Lifrarpylsa (печінкова ковбаса), пудинг з овечої печінки і сала, замішаний з житнім борошном і вівсом.
- Blóðmör (кров'яне сало; також відоме як slátur, букв. «бійня»), вид кров'яного пудингу, приготованого з крові ягняти і сала, замішаного з житнім борошном і вівсом.
- Harðfiskur, в'ялена риба (часто тріска, пікша або морський вовк), подається з маслом.
- Rúgbrauð, традиційний ісландський житній хліб.
- Hangikjöt, (підвішене м'ясо), копчена і варена баранина, іноді також вживається в сирому вигляді.
- Lundabaggi, бараняче філе, загорнуте в м'ясо з боків, пресоване і оброблене в кислому молоці.
- Selshreifar, ласти тюленя, оброблені в кислому молоці.
- Súr Hvalur, китовий жир, маринований в кислому молоці.
- Rófustappa, пюре з ріпи

Протягом місяця þorri торраматюр досить популярний в Ісландії, цей набір страв часто подають в багатьох ресторанах в Рейк'явіку і інших місцях, іноді на дерев'яних тацях (підносах), званих трог. Разом з цими стравами часто вживається у великій кількості ісландський бреннівін. Пластикові таці з вибором делікатесів торраматюр також можна знайти в супермаркетах в середині зими.